# 小樽双葉中学校・高等学校
小樽双葉高等学校（おたるふたばこうとうがっこう）は、北海道小樽市住ノ江1丁目にある私立高等学校である。西本願寺系の学校で龍谷総合学園加盟校。

## 沿革
- 1907年 - 小樽実践女学校として開校。
- 1948年 - 小樽双葉女子学園高等学校に改称。
- 1998年 - 双葉高等学校に改称。女子校から共学に転換、同年に男子校だった北照高等学校も共学化して小樽市内の高校はすべて共学となった。
- 2004年 - 双葉中学校を新設。小樽市立住吉中学校跡を買収し、市内初の中高一貫校となる。
- 2005年 - 通信制課程を新設。
- 2019年 - 双葉中学校を休校。小樽双葉高等学校に改称。

## 部活動
- 運動部
  - スキー部
  - 野球部
  - バレーボール部
  - バスケットボール部
  - バドミントン部
  - 剣道部
  - 水泳部
  - 卓球部
- 文化部
  - 奉仕活動部
  - 吹奏楽部
  - 合唱部
  - 書道部　
  - 美術部
  - 仏教研究部
  - 茶道部
  - 華道部
  - 音楽同好会
  - マンガ・アニメ研究同好会

## 交通アクセス
- JR南小樽駅、徒歩2分。
- 北海道中央バス（おたもい営業所）「双葉高校前」停留所。
- 北海道中央バス（おたもい営業所、真栄営業所、札樽線）、ジェイ・アール北海道バス（札樽線）「住吉神社前」停留所、徒歩3分。
- 小樽双葉高等学校スクールバス札幌線・余市線。

## 著名な出身者

### 女優
- 坂口良子 - 堀越高等学校へ転校[1]

### アルペンスキー選手
- 柏木久美子 - 長野・ソルトレイクシティ五輪代表